# Geroplátanos (ort i Grekland, Nomós Prevézis)
Geroplátanos är en ort i Grekland.   Den ligger i prefekturen Nomós Prevézis och regionen Epirus, i den centrala delen av landet, 280 km nordväst om huvudstaden Aten. Geroplátanos ligger 874 meter över havet och antalet invånare är 115.
Terrängen runt Geroplátanos är bergig österut, men västerut är den kuperad. Runt Geroplátanos är det ganska glesbefolkat, med 29 invånare per kvadratkilometer. Närmaste större samhälle är Arta, 19,0 km söder om Geroplátanos. Trakten runt Geroplátanos består till största delen av jordbruksmark.